# ソロイ

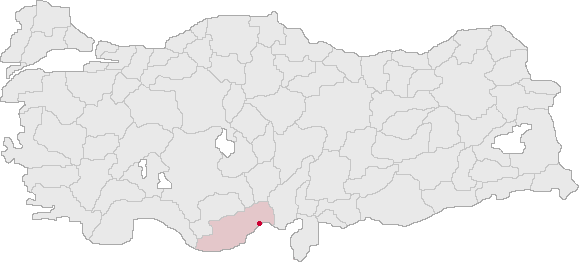
現代のトルコの地図上に示した古代都市キリキアのソロイの位置。地図中の赤い点は、現代のメルシンであり、ソロイもこの縮尺では同じ位置といってよいが、厳密にはメルシンより少し西に位置している。

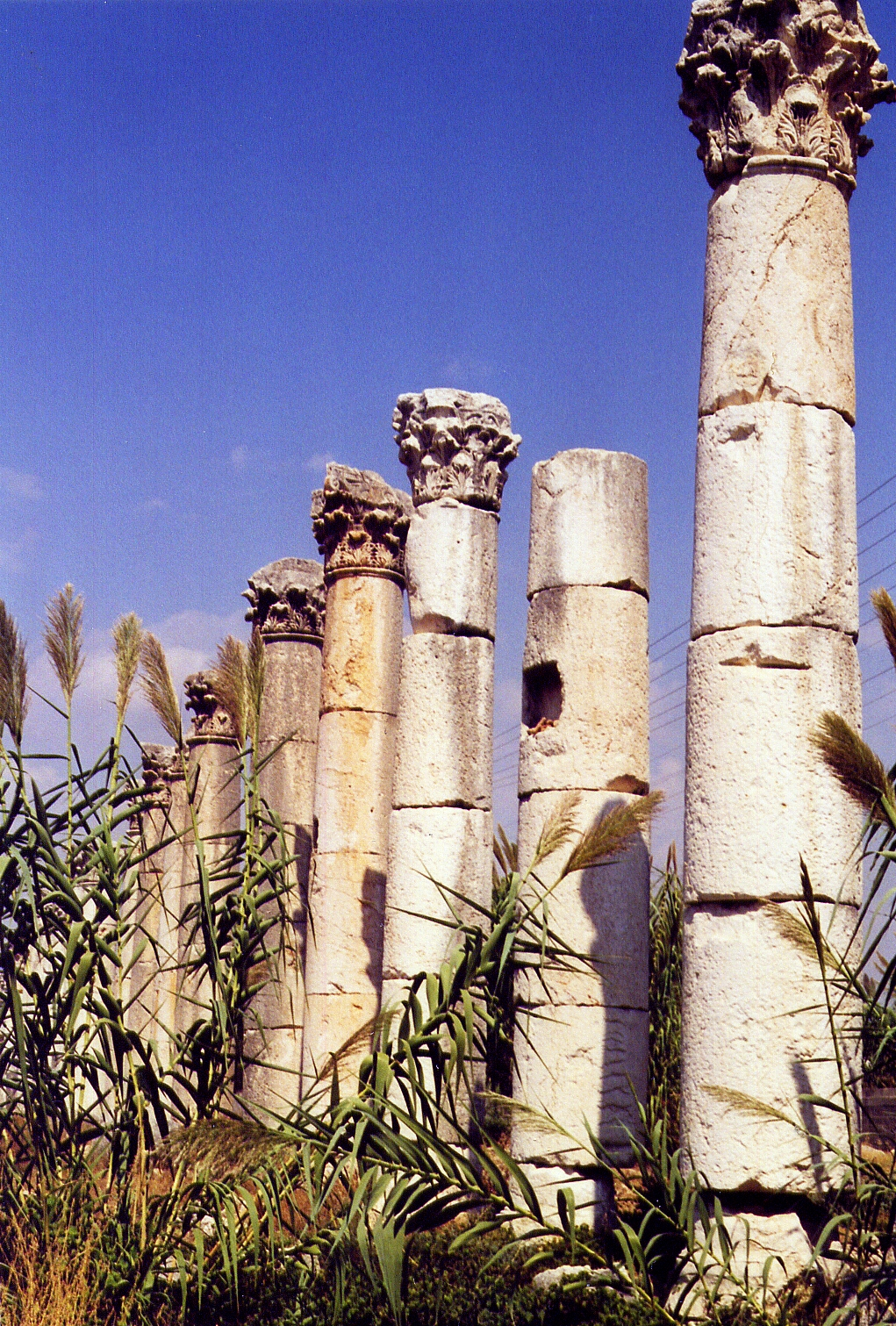
ソロイの遺跡の列柱

ソロイ（古代ギリシア語: Σόλοι、Soloi）は、古代ギリシア時代のキリキアの港湾都市で、遺跡は現在のトルコ中南部メルスィン大都市圏のメジトリ（英: Mezitli）にある。ソロイはロドスの植民都市として、紀元前700年ころに創建された。紀元前333年には、アレクサンドロス3世（大王）が、それまでアケメネス朝ペルシア帝国に従っていたソロイを攻略した。ソロイは紀元前83年にアルタクシアス朝アルメニア王ティグラネス2世の襲撃によって破壊されたが、「マグヌス（偉大なる者）」と称されたグナエウス・ポンペイウスによって再建された。このため、再建されて以降は、ポンペイオポリス (Pompeiopolis) と呼ばれるようになった（パフラゴニアのポンペイオポリスと混同しないよう注意）。「文法違反、破格」を意味する「ソレシズム（英: Solecism）」という表現は、古代ギリシアのアテナイ人たちが、ソロイの人々の方言を、アッティケーのギリシア語が訛ったもの考えていたことに由来する。
1813年6月、チャールズ・ロバート・コックレル（英: Charles Robert Cockerell）が「ポンペイオポリス」を訪れた。彼の旅行日誌と、トルコの南海岸沿いに散在する考古学遺跡から検討すると、ソロイ/ポンペイオポリスは、エライウッサ・セバステ（英: Elaiussa Sebaste）に位置していたものと考えられる。

## 関連する人物
- エウアゴラス - キュプロスのサラミス王、ソロイで亡命生活を送った後、王位を奪取した（紀元前410年）[1]

- ソロイのアラトゥス - ヘレニズム時代の有名な詩人（紀元前315/310年 - 紀元前240年）
- クリュシッポス - 「ソロイのクリュシッポス (Χρύσιππος ὁ Σολεύς, Chrysippus of Soli)」と称されたストア派の哲学者（紀元前280年ころ - 紀元前207年ころ）